# تپه جهانگیر
تپه جهانگیر مربوط به دوره ساسانیان است و در شهرستان زنجان، بخش مرکزی، روستای بایندر واقع شده و این اثر در تاریخ ۲۷ مرداد ۱۳۸۲ با شمارهٔ ثبت ۹۶۸۶ به‌عنوان یکی از آثار ملی ایران به ثبت رسیده است.